# Eneko Satrústegui Plano
Eneko Satrústegui Plano (nascut el 25 de setembre de 1990) és un futbolista professional navarrès que juga a la Cultural y Deportiva Leonesa com a lateral esquerre.

## Carrera de club
Nascut a Pamplona, Navarra, el primer club professional de Satrústegui va ser el local CD Izarra, al qual va ser cedit pel veí CA Osasuna. Va jugar amb l'equip la temporada 2009-10, apareixent habitualment però va descendir de la Segona Divisió B.
Satrústegui va tornar a l'Osasuna l'estiu del 2010, sent destinat a l'equip B també a la tercera categoria. El 6 de novembre de 2011 va debutar a la Liga, com a titular, en una derrota fora de casa per 7-1 contra el Reial Madrid i sent expulsat al partit.
En la seva segona aparició amb la plantilla del primer equip, una victòria per 2-1 contra el RCD Espanyol el 27 de novembre de 2011, Satrústegui també va jugar des de l'inici i va tornar a ser sancionat amb expulsió, convertint-se així en el primer jugador expulsat en els seus dos primers partits a la màxima categoria espanyola. El 5 de juliol de l'any següent va ser cedit al CD Numància de Segona Divisió en un contracte per una temporada.
Satrústegui va tornar a l'Osasuna la temporada 2013, participant només en dos partits de Copa del Rei durant tota la campanya, que va acabar en descens. L'agost de 2014 va rebutjar una oferta de contracte del club, i es va traslladar al Reial Múrcia de tercera divisió el mes següent.